# Didymaea alsinoides
Didymaea alsinoides es una especie de plantas con flores del orden Gentianales de la familia Rubiaceae. Es originaria de México.

## Descripción
Son hierbas débiles, pubérulas a híspidas o hirsutas; plantas hermafroditas. Hojas opuestas, elípticas a lanceoladas, 0.5–3 cm de largo y 0.3–1.5 cm de ancho, ápice agudo, base cuneada a redondeada, membranáceas a papiráceas, nervios secundarios 1–3 pares, sin domacios; pecíolos 2–8 mm de largo; estípulas interpeciolares, bilobadas, 0.5–2.5 mm de largo, persistentes. Flores solitarias, axilares, homostilas, con pedúnculos 1–8 mm de largo, sin brácteas; limbo calicino hasta 0.2 mm de largo; corola campanulada a rotácea, glabra, verde pálida a veces matizada con morado, tubo de 1.5 mm de largo, lobos ca 1.5 mm de largo, triangulares, valvares; ovario 2-locular, óvulo 1 por lóculo. Frutos drupáceos, subglobosos, 4–8 mm de diámetro, ligeramente dídimos, carnosos, azules a negros; pirenos 2, 1-loculares.

## Taxonomía
Didymaea alsinoides fue descrita por (Cham. & Schltdl.) Standl. y publicado en Publications of the Field Museum of Natural History, Botanical Series 18(4): 1291. 1938.
Sinonimia
- Nertera alsinoides Cham. & Schltdl.[2]
- Didymaea australis (Standl.) L.O. Williams
- Didymaea hispidula L.O. Williams[1]